# Bentley Baxter Bahn
Heinrich Bentley Baxter „Bax“ Bahn (* 28. August 1992 in Hamburg) ist ein deutscher Fußballspieler. Der offensive Mittelfeldspieler steht beim TSV Alemannia Aachen unter Vertrag.

## Sportliche Laufbahn
Bahn begann seine fußballerische Laufbahn bei der SG Elbdeich und ab 2000 beim Hamburger SV. Im dortigen Nachwuchsleistungszentrum wurde er ausgebildet, sammelte Erfahrung und kam ab 2010 für die zweite Mannschaft in der Regionalliga Nord zum Einsatz. Nach Ablauf seines Vertrages im Sommer 2013 folgte eine bis November 2013 anhaltende Vereinslosigkeit, ehe ihn schließlich der FC St. Pauli verpflichtete. Auch beim Hamburger Stadtteilclub spielte er zunächst in der zweiten Mannschaft. Am 2. August 2014, dem ersten Spieltag der Saison 2014/15, kam er beim 1:1-Unentschieden gegen den FC Ingolstadt 04 unter Trainer Roland Vrabec zu seinem Debüt in der 2. Bundesliga. Bis zur Winterpause folgten, nun unter Trainer Thomas Meggle, zwei weitere Einsätze im deutschen Fußball-Unterhaus.
Zur Rückrunde der Saison 2014/15 wechselte Bahn in die 3. Liga zu den Stuttgarter Kickers, bei denen er einen Vertrag mit einer Laufzeit bis zum 30. Juni 2017 unterschrieb. Am 4. April 2015 erzielte er beim 2:0-Heimsieg gegen Borussia Dortmund II sein erstes Pflichtspieltor im Profifußball. Nach der Spielzeit 2015/16 stieg er mit dem Verein in die Regionalliga Südwest ab.
Im Sommer 2016 wechselte Bahn zum Zweitligaabsteiger FSV Frankfurt und erhielt beim nun Drittligisten einen Zweijahresvertrag. Nach Ablauf der Saison 2016/17 stieg er mit der Mannschaft in die Regionalliga Südwest ab und verließ den Verein.
Nach einer vorübergehenden Vereinslosigkeit von zirka zwei Monaten schloss er sich Anfang September 2017 dem Drittligisten FSV Zwickau an und unterschrieb bei den Schwänen ein Arbeitspapier bis 30. Juni 2018. Auch mit den Sachsen spielte Bahn gegen den Abstieg, erreichte am Ende der Serie 2017/18, in der er in 28 Einsätzen vier Tore erzielte, jedoch einen ungefährdeten 15. Tabellenplatz.
Zur Spielzeit 2018/19 wechselte Bahn zum Ligakonkurrenten Halleschen FC. Hier wurde er unter Trainer Torsten Ziegner, den er aus seiner Zeit in Zwickau bereits kannte, rasch zum Stammspieler, sowie zum Bindungsglied zwischen Defensive und Offensive und verpasste lediglich ein Ligaspiel. Mit 8 Toren sowie 13 Vorlagen war der Hamburger der beste Scorer des Teams, mit welchem er lange um den Aufstieg mitspielte und Ende Mai 2019 den Sachsen-Anhalt-Pokal gewann. Im Finale gelang ihm hierbei das zwischenzeitliche 1:0 gegen den Regionalligisten VfB Germania Halberstadt (2:0). Auch im folgenden Jahr wurde „Bax“ regelmäßig auf variierenden Mittelfeldpositionen eingesetzt, spielte mit Halle nach einer guten Hinrunde in der Rückserie jedoch nur noch um den Klassenerhalt. Ein nach Saisonende unterbreitetes Angebot zur Vertragsverlängerung lehnte Bahn ab.
Vor der Saison 2020/21 unterschrieb er einen Zweijahresvertrag beim Drittligisten Hansa Rostock. Bei den Norddeutschen debütierte der Offensivmann mit klangvollem Namen am 16. August 2020 im Halbfinalspiel des Lübzer-Pils-Cups 2019/20, welcher aufgrund der Corona-Pandemie erst ab August 2020 – und nicht wie ursprünglich geplant und vorgesehen im Mai 2020 – zu Ende gespielt werden durfte. In diesem ersten Pflichtspiel für die Ostseestädter erzielte Bahn das wegweisende 1:0 gegen den FC Schönberg 95 (5:0). Das Finale am 22. August 2020 gegen den Torgelower FC Greif gewann Bahn mit der Kogge schließlich 3:0. Im DFB-Pokal erhielt er unter Hansa-Trainer Jens Härtel einen Einsatz gegen den in die Bundesliga aufgestiegenen VfB Stuttgart. Das Spiel gegen die Schwaben wurde knapp mit 0:1 verloren und Bahn und Hansa schieden aus dem Wettbewerb aus. Eine Woche später, zum Drittligastart, war er Vorlagengeber zum 1:1 im Heimspiel gegen den MSV Duisburg und traf zum ersten Mal selbst am 4. Spieltag gegen den Aufsteiger SC Verl. Im Laufe der Saison, in der am Ende der Aufstieg in die 2. Bundesliga gelang, lief er 36-mal für die Hanseaten auf und erzielte hierbei 7 Treffer. Sein verwandelter Elfmeter am letzten Spieltag gegen den bereits abgestiegenen VfB Lübeck zum 1:1-Endstand trug maßgeblich zu diesem Erfolg bei.
Im Fußball-Unterhaus absolvierte Bahn in Saison 2021/22 27 Zweitligaspiele für Rostock, in denen ihm ein Tor gelang. Er stand unter anderem beim 4:1-Auswärtssieg in Dresden, dem ersten Sieg der Mecklenburger in Sachsen bei Dynamo seit 1983, im Prestigeduell gegen den FC St. Pauli (1:0) und beim 4:3-Auswärtssieg gegen Schalke 04 auf den Platz. Bereits am 32. Spieltag sicherte sich die Mannschaft den Klassenerhalt und platzierte sich als bester Aufsteiger auf Rang 13. Erstmals erreichte Bahn auch, nachdem man zuvor die Ligakonkurrenten 1. FC Heidenheim und Jahn Regensburg im DFB-Pokal 2021/22 besiegt hatte, das Achtelfinale im nationalen Vereinspokal, unterlag in diesem allerdings 0:2 gegen den späteren Pokalsieger RB Leipzig. Nach zwei Jahren verließ er die Kogge, für die er insgesamt 69 Partien bestritt und neunmal das Tor traf, im Sommer 2022.
Daraufhin schloss er sich dem Drittligisten SV Waldhof Mannheim an. Im Sommer 2024 verließ er den Verein und wechselte zu Alemannia Aachen.

## Erfolge
Hallescher FC
- Landespokalsieger Sachsen-Anhalt: 2019

Hansa Rostock
- Landespokalsieger Mecklenburg-Vorpommern: 2020
- Aufstieg in die 2. Bundesliga: 2021